# Mycterophalus duboulayi
Mycterophalus duboulayi är en skalbaggsart som beskrevs av Thomson 1878. Mycterophalus duboulayi ingår i släktet Mycterophalus och familjen Cetoniidae. Inga underarter finns listade i Catalogue of Life.